# Martin Sjardijn
 (juillet 2025).
Si vous disposez d'ouvrages ou d'articles de référence ou si vous connaissez des sites web de qualité traitant du thème abordé ici, merci de compléter l'article en donnant les références utiles à sa vérifiabilité et en les liant à la section « Notes et références ».
Martin Sjardijn, né le 21 décembre 1947 à La Haye, aux Pays-Bas, est un artiste visuel néerlandais polyvalent, actif en tant qu'écrivain, philosophe, peintre, artiste numérique et conceptuel. Il vit et travaille à La Haye et à Frévent, où il a développé une œuvre innovante combinant des formes artistiques traditionnelles avec des technologies avancées, y compris la réalité virtuelle et la sculpture en apesanteur.

## Vie et travail
Né à La Haye, il étudie les beaux-arts à l'Académie royale des beaux-arts de La Haye et pendant quelques années les sciences culturelles et la philosophie. Après avoir peint pendant plusieurs années, il lance en 1985 le projet de sculpture en apesanteur. En 1990, il commence à utiliser Internet pour travailler avec la réalité virtuelle, comme les écrans montés sur la tête et les Datagloves à rétroaction tactile, à l'université de technologie de Delft.
Depuis 1998, il développe un projet artistique et éducatif utilisant la technologie 3D interactive avec vrml en collaboration avec le musée de Groningue aux Pays-Bas. Son projet principal est la Sculpture Apesanteur, qu'il commence en 1985 avec le concept A Line in Outer Space - Visible from Earth - With the naked eye - At clear nights[pas clair].
Un concept s'appelle ArtSpaceLab, qui contient[Quand ?] une exposition virtuelle, une base de données et une proposition pour un projet artistique à l'intérieur de la Station spatiale internationale. Le pavillon virtuel Coop Himmelb(l)au donne accès à une base de données, contenant une collection de logiciels libres et de tutoriels. 
Son concept Black Box fait partie[Quand ?] du projet Moon Gallery en collaboration avec ESTEC.

### Poésie
- 2013 : Woord beeldt uit, avec Anne Borsboom
- 2019 : Lieven niet Hebben